# Tiberio Plaucio Silvano Eliano

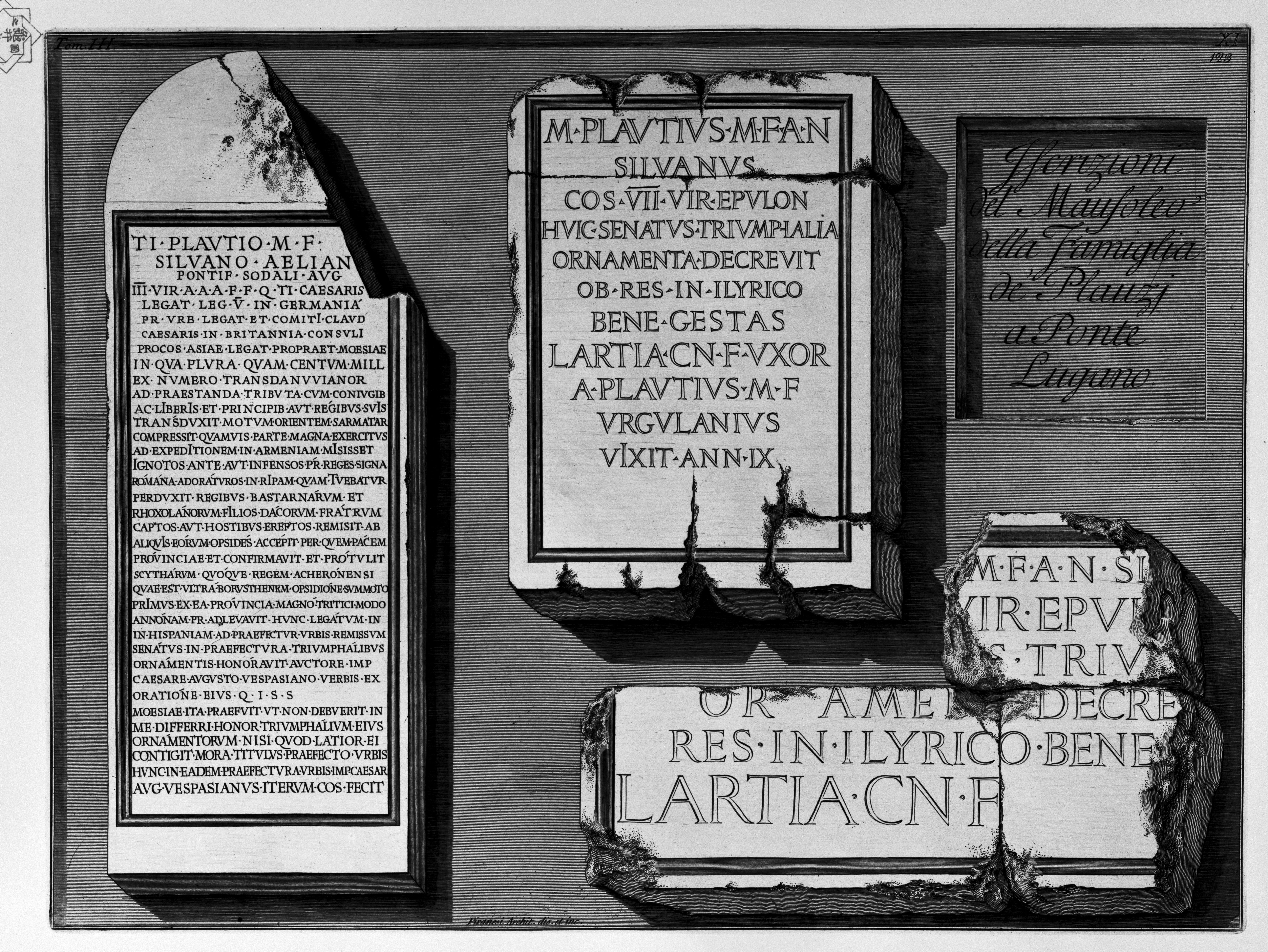
Inscripciones funerarias romanas reproducidas por Giovanni Battista Piranesi, de la tumba familiar de la Gens Plaucia en Tívoli (Italia). Inscripción CIL XIV 3608 = AE 1956, 208 en la que se menciona a Tiberio Plaucio Silvano Eliano y sus obras.

Tiberio Plaucio Silvano Eliano (en latín: Tiberius Plautius Silvanus Aelianus) fue un senador romano de origen patricio que vivió en el siglo I, y desarrolló su cursus honorum bajo los reinados de Tiberio, Caligula, Claudio, Nerón, y Vespasiano. Fue cónsul sufecto en dos ocasiones, en el 45 junto con Gayo Ummidio Durmio Cuadrato, y en el 74 junto con Lucio Junio Quinto Vibio Crispo.

## Orígenes familiares
Fue el sobrino adoptivo de Plaucia Urgulanila, primera esposa del emperador Claudio. Ofreció la oración como pontifex cuando se colocó la primera piedra del Capitolio en el año 70. En algunas fuentes antiguas se refieren a él como Plaucio Eliano, pero se sabe por una inscripción que su nombre completo era Tiberio Plaucio Silvano Eliano y que ocupó varios puestos militares relevantes.

## Carrera política
Conocemos su carrera a través de dos inscripciones procedente de la ciudad latina de Tibur (Tívoli, Italia), en la cual los senadores romanos y los propios emperadores poseían importantes villas de recreo, y que se desarrollan de la siguiente forma:

A
P(ublius) Plautius

Pulcher

Triumphalis filius

augur IIIvir a(uro) a(rgento) a(ere) f(lando) f(eriundo) q(uaestor) 4

Ti(beri) Caesaris Aug(usti) V consulis

tr(ibunus) pl(ebis) pr(aetor) ad aerar(ium) comes Drusi fili(i)

Germanici avunculus Drusi 

Ti(beri) Claudi Caesaris Augusti fili(i) 8

et ab eo censore inter patricios

lectus curator viarum sternendar(um)

a vicinis lectus ex auctoritate

Ti(beri) Claudi Caesaris Augusti Germanici 12

proco(n)s(ul) provinciae Siciliae

Vibia Marsi f(ilia)

Laelia
B
Ti(berio) Plautio M(arci) f(ilio) Ani(ensi)

Silvano Aeliano

pontif(ici) sodali Aug(ustali)

IIIvir(o) a(ere) a(rgento) a(uro) f(lando) f(eriundo) q(uaestori) Ti(beri) Caesaris 4

leg(ato) leg(ionis) V in Germania

pr(aetori) urb(ano) legat(o) et comiti Claud(i)

Caesaris in Brit{t}annia consuli 

proco(n)s(uli) Asiae legat(o) pro praet(ore) Moesiae 8

in qua plura quam centum mil{l}(ia)

ex numero Transdanuvianor(um) 

ad praestanda tributa cum coniugib(us)

ac liberis et principibus aut regibus suis 12

transduxit motum orientem Sarmatar(um) 

compressit quamvis parte(m) magna(m) exercitus

ad expeditionem in Armeniam misisset

ignotos ante aut infensos p(opulo) R(omano) reges signa 16

Romana adoraturos in ripam quam tuebatur

perduxit regibus Bastarnarum et 

Rhoxolanorum filios Dacorum fratrum (sic)

captos aut hostibus ereptos remisit ab 20

aliquis eorum o< b = P >sides accepit per quem pacem

provinciae et confirmavit et protulit 

Scytharum quoque rege{m} a Cher< s = R >onensi

quae est ultra Borustenen o<b=P>sidione summoto 24

primus ex ea provincia magno tritici modo

annonam p(opuli) R(omani) adlevavit hunc legatum in 

{in} Hispaniam ad praefectur(am) urbis remissum 28

senatus in praefectura triumphalibus

ornamentis honoravit auctore Imp(eratore)

Caesare Augusto Vespasiano verbis ex

oratione eius q(uae) i(nfra) s(cripta) s(unt) 32

Moesiae ita praefuit ut non debuerit in 

me diferri honor triumphalium eius 

ornamentorum nisi quod latior ei 

contigit mora titulus praefecto urbis 36 hunc in eadem praefectura urbis Imp(erator) Caesar 

Aug(ustus) Vespasianus iterum co(n)s(ulem) fecit

Durante el reinado de Claudio, fue cónsul sufecto por primera vez en el año 45 y bajo el de Nerón fue legado o gobernador de la provincia romana de Mesia del 61 al 66 y gobernó la provincia siguiendo una "política masiva de tierra quemada". Envió cargamentos de trigo de Mesia para aliviar el suministro del pueblo de Roma, posiblemente en la crisis causada por el Gran incendio de Roma en el 64. Más tarde fue enviado a Hispania, que en ese momento carecía de gobernador provincial. 
En el año 69 el emperador Vespasiano nombró a Eliano prefecto de la Ciudad de Roma en lugar de su hermano asesinado, Tito Flavio Sabino. Tal y como se sabe a partir de su inscripción funeraria, Eliano fue de hecho llamado a la ciudad, donde Vespasiano propuso que recibiera un triunfo por su servicio en Mesia, un gesto indicando implícitamente la naturaleza poco generosa de gobierno de Nerón. El senado finalmente votó para aprobar la propuesta de Vespasiano.
En torno al año 60, Eliano había cruzado el Danubio en Mesia con "más de 100.000 transdanubianos junto con sus esposas, hijos, líderes o reyes donde se asentaron para pagar tributo".